# カネミ倉庫
カネミ倉庫株式会社（カネミそうこ）は、福岡県北九州市に本社を置く、倉庫業・食用油の製造を営む企業。 1938年4月18日創業。ビタミン学者の鈴木梅太郎博士の薦めにより、精米業から発生する米生糠の有効利用研究に着手、日本で最初にこめ油の工業的生産に成功。近畿倉庫事業協同組合組合員。全て純国産原料を使用した食用こめ油を製造。

## 主な業務
- 倉庫業 - 営業倉庫
- 製油業・全て純国産原料を使用した食用こめ油を製造。
- 貨物取扱事業 - 低温倉庫（政府所有米穀・民間米穀等）、一般倉庫、危険物倉庫、港湾荷役業務

## 本社
- 福岡県北九州市小倉北区東港一丁目6番1号

## 支店・事業所
- 倉庫部
  - 本社倉庫：北九州市小倉北区
  - 大阪支店倉庫：大阪市西成区及び港区

- 米糠油製油部
  - 本社工場：福岡県北九州市小倉北区
  - 広島工場：広島県廿日市市
  - 大村工場：長崎県大村市
  - 松山工場：愛媛県松山市

- バイオ事業部
  - 本社：北九州市小倉北区

## 沿革
創業者の加藤平太郎が第一次世界大戦中に設立した加藤精米所が前身となった企業である。
カネミの社名は、屋号が「┐（かね）」に「巳（み）」であることから来ている。後述するカネミ油症事件の関連企業、取引先であるカネカ並びにカネカが分離した旧鐘淵紡績系の各企業（カネボウなど）とは名前の由来が異なり、また資本的な関係も無い。
- 1938年（昭和13年） - 4月18日 - 小倉市（現在の北九州市小倉北区・小倉南区）に、九州精米株式会社として設立[2]。
- 1958年（昭和33年） - 東邦倉庫株式会社と合併、現社名となる[2]。
- 1968年（昭和43年） - ダーク油事件・カネミ油症事件が発生[3]。人畜に対して甚大な健康被害をもたらす。
- 1977年（昭和52年） - 本社工場がJAS認定工場となる。
- 1998年（平成10年） - 北九州市小倉北区西港町にて危険物倉庫の営業開始。
- 1999年（平成11年） - 西港町低温倉庫、一般倉庫竣工営業開始。
- 2000年（平成12年） - 新包装工場完成。
- 2003年（平成15年） - 長崎県にある大村製油工場を大村事業所に組織変更。
- 2013年（平成25年） - 大村市物件賃貸開始。
- 2014年（平成26年） - 本社隣地購入。
- 2014年（平成26年） - 北九州市の本社隣地の賃貸を開始。
- 2016年（平成28年） - 包装資材の保管庫を使用開始。
- 2019年（令和元年）  - 北九州市の本社構内の物件賃貸を開始。